# Dos Matas
Dos Matas är en ort i Mexiko.   Den ligger i kommunen Cotaxtla och delstaten Veracruz, i den sydöstra delen av landet, 300 km öster om huvudstaden Mexico City. Dos Matas ligger 82 meter över havet och antalet invånare är 276.
Terrängen runt Dos Matas är platt, och sluttar österut. Runt Dos Matas är det ganska glesbefolkat, med 39 invånare per kvadratkilometer. Närmaste större samhälle är Cotaxtla, 3,4 km sydväst om Dos Matas. Omgivningarna runt Dos Matas är en mosaik av jordbruksmark och naturlig växtlighet.